# Luquesi i Buonadonna de Poggibonsi
Luquesi i Buonadonna (Gaggiano, Siena, Toscana, 1181 - Poggibonsi, 28 d'abril, abans de 1251) foren un matrimoni que, volent seguir Francesc d'Assís, es convertiren en els primers terciaris franciscans. Són venerats com a beats per l'Església catòlica.

## Biografia
Luchesio Modestini nasqué a Gaggiano, prop de Poggibonsi; volia seguir la carrera militar i seguí el partit güelf, però durant les lluites entre els bàndols, fou derrotat i hagué de fugir. Instal·lat a Poggibonsi, s'hi feu comerciant i prengué com a esposa Bona, filla de Bencivenni de' Segni, coneguda com a Buonadonna Segni. En poc temps es convertí en un ric comerciant i tingué fama, tant ell com la seva muller, d'avar.
Contemporani de Francesc d'Assís, que havia conegut com a fill del seu col·lega Pietro di Bernardone, va veure'l a Poggibonsi eln 1221 i tingué una crisi espiritual. El matrimoni va voler imitar el sant, va desfer-se dels seus béns i començà a fer caritat. D'entrada, la seva esposa va posar en dubte la salut mental del seu marit; segons la llegenda, un cop que el reprenia perquè havia donat tot el pa de la casa als pobres i no n'hi havia, però en obrir el rebost, va trobar-lo ple de pa fet de nou. En veure aquest miracle, donà suport al marit i el seguí en la seva nova vida. Havien perdut els seus dos fills de petits, i es dedicaren a la caritat i la pregària.
Luquesi i Buonadonna van pensar de fer-se franciscà ell i clarissa ella, però en trobar Francesc, aquest els digué que eren marit i muller i havien de continuar vivint junts. Per fer-ho, va donar-los una regla de vida perquè visquessin de manera cristiana i segons el carisma franciscà. El mateix Francesc els donà la túnica de color de cendra i els cenyí el cordó; segons les Fioretti els digué: 
| « | Viureu al món com a frares penitents, però no us apartareu del món: fareu obres pies, dejunareu i predicareu la pau. | » |

Es convertiren així, sempre segons la tradició, en els primers membres de l'Orde de la Penitència, després Tercer Orde de Sant Francesc; la primera regla d'aquest ordre fou aprovada el 1223 per Honori III. El matrimoni anava amb freqüència a pregar al convent de S. Maria a Camaldo, on s'havien establert els franciscans, després anomenat de San Francesco, i segons la tradició, Luquesi hi tenia èxtasis i levitava.

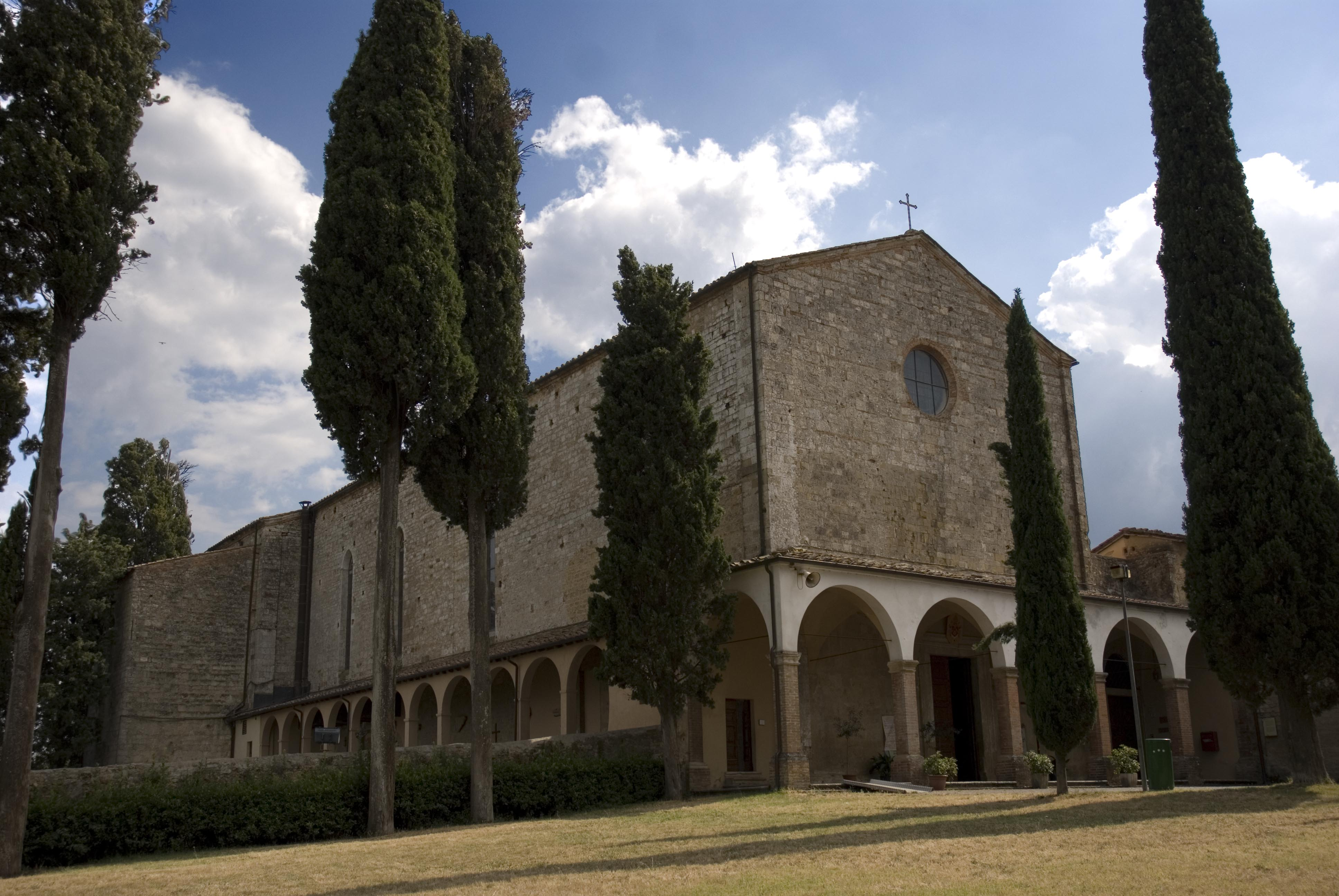
Convent de San Lucchese a Poggibonsi

El 1227 vengueren la casa que havia aportat Buonadonna com a dot i donaren els diners a l'hospital de San Giovanni. Els esposos van viure llavors en una caseta prop d'un camp que Luquesi conreava, i destinar el producte a alimentar els necessitats. Els dos esposos van morir el mateix dia, el 28 d'abril, abans de 1251, amb poques hores de diferència.

## Veneració
Morts en llaor de santedat, se'ls atribuïren nombrosos miracles. A un moment indeterminat, es va creure que el cos de Luquesi fou portat envers Alemanya, però els franciscans de Poggibonsi se'n quedaren un braç i la mà esquerra, i en conservaren el crani en un reliquiari. El 1274, Gregori X, de pas a Poggibonsi va autoritzar el culte al beat.
El 1581, en unes obres foren trobades les restes de Luquesi i es col·locaren en una urna a l'altar de l'església, amb les de la seva muller.
A un altar pintat per Filippino Lippi per a San Salvatore de Florència (avui a la National Gallery de Washington), apareixen acompanyant a Sant Francesc els sants terciaris: Lluís IX de França, Elisabet d'Hongria i Luquesi i Bonadona, la qual cosa confirma l'antiguitat de la seva veneració.